# Manuel Marques de Sousa
Manuel Marques de Sousa, conte di Porto Alegre (Rio Grande, 13 giugno 1804 – Rio de Janeiro, 18 luglio 1875), è stato un militare e politico brasiliano.
Si distinse in numerosi scontri armati che coinvolsero il Brasile nel XIX secolo e nella guerra della Triplice Alleanza.

## Biografia
Omonimo del padre e del nonno, entrambi militari, Manuel Marques de Sousa entrò nell'esercito come cadetto a 13 anni. Dopo aver partecipato come ufficiale alla guerra argentino-brasiliana si trovò coinvolto nell'insurrezione del Rio Grande do Sul; catturato dagli insorti, riuscì ad evadere guidando il 15 giugno 1836 la riconquista della città di Porto Alegre e la sua difesa nei tre assedi che i ribelli le cinsero successivamente.
Nella campagna contro Oribe e Rosas comandò una divisione brasiliana che integrò l'alleanza che vinse la battaglia di Caseros, provocando la caduta del dittatore argentino. Nello scontro Marques de Sousa si distinse particolarmente, guadagnandosi la promozione a generale e il titolo nobiliare di barone. Nello stesso anno aderì alla corrente politica liberale dello Stato di Rio Grande do Sul, fu eletto deputato e svolse per 6 mesi l'incarico di Ministro della Guerra.
Allo scoppio della guerra della Triplice Alleanza come comandante dell'esercito brasiliano nel Rio Grande do Sul ebbe un ruolo di primo piano nell'assedio di Uruguaiana; passato successivamente in Paraguay comandò le truppe brasiliane il 3 settembre 1866 durante la vittoriosa battaglia di Curuzú. Dopo aver partecipato agli ordini di Bartolomé Mitre anche alla disfatta di Curupayty, Marques de Sousa chiese al duca di Caxias, nuovo comandante dell'esercito alleato, un breve congedo per motivi di salute; tornato sul terreno di battaglia nel marzo del 1867, fu costretto a respingere un attacco a sorpresa paraguaiano nel quale furono uccisi due cavalli da lui montati.
Congedatosi definitivamente per motivi di salute e nominato nel 1866 visconte e nel 1868 conte di Porto Alegre, Manuel Marques de Sousa morì a Rio de Janeiro il 18 luglio 1875.